# Tālava
Tālava (latinsky Tholowa, latgalsky Tuolova) byl raný lotyšský (přesněji latgalský) kmenový stát, který se začátkem 2. tisíciletí nacházel v Lotyšsku na východě Vidzemska a severu Latgalska. Stát Tālava existoval od 10. století do invaze německého Řádu mečových bratří v roce 1224. 
V čele státu stál kníže, přesněji kmenový stařešina, ale vláda nesla také charakter demokracie, na kterém se podílela vrstva válečníků.

## Informace o státě
Informace o státním útvaru jsou k dispozici zejména z Livonské kroniky (latinsky Chronicon Livonia) napsané někdy v 20. letech 13. století a z Listiny o rozdělení Tālavy (lotyšsky Tālavas dalīšanas līgums). Z Livonské kroniky lze předpokládat, že  ovládala i zemi Imera s hradištěm Beverīna. Tālava je též zmíněna v kronikách Pskova a Novgorodu.

## Území státu
Z Listiny o rozdělení Tālavy se soudí, že součástí Tālavy byly obce Burtnieki, Vijciems, Smiltene, Dzērbene, Piebalga, Gulbene, Gaujiena, Trikāta a Bērzpils. V ruském městě Izborsk se nachází Tālavská brána.
Na jihu sousedila s knížectvím Jersika a malým státem Autine. Hranice s Jersikou lze určit na základě Listiny o rozdělení Jersiky z roku 1210. Západními sousedy Tālavy byly lotyšské státy Metsepole a Idumeja. Na severu Tālava sousedila s estonskými kmeny Sakala a Ugandi a na východě s Pytalovo závislému na Pskovskou republikou.

## Historie

### Tālava před křížovými výpravami

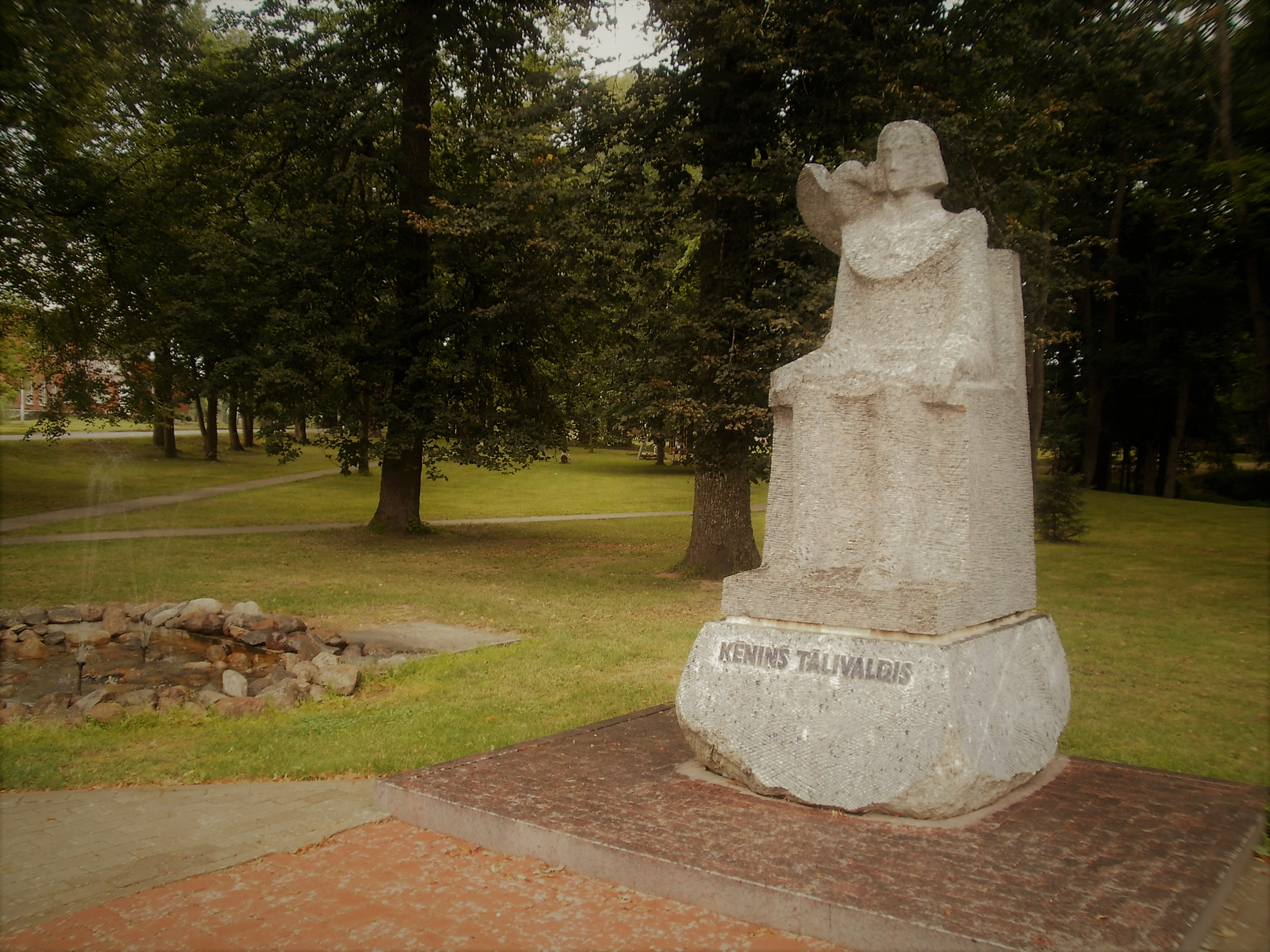
Kníže Tālivaldis, socha v obci Trikāta

Přesná doba vzniku státu Tālava není jistá, ale odhaduje se do 10. století. Po tažení novgorodského knížete Mstislava Odvážného v letech 1179 a 1180 do oblasti Čudského jezera byla Tālava nucena platit tribut Novgorodské republice.

### Zánik Tālavy
V roce 1200 německý Řád mečových bratří vpadl do Lotyšska v rámci livonské křížové výpravy. Roku 1205 Idumeja, západní soused Tālavy, přijala křesťanství. Během křížové výpravy vládl v Tālavě kníže Tālivaldis. V roce 1208 uzavřel Tālivaldis s Němci dohodu a bojoval s Estonci ze Sakaly a Ugandi.  V roce 1209 či 1210 se k Němcům přidal v tažení proti pobaltským kmenům pskovský kníže Vladimír Mstislavič. V roce 1213 Tālivaldise zajali vojáci Litevského knížectví, avšak ze zajetí uprchl. Roku 1214 většiny Tālavy ovládl Vladimír Mstislavič, který byl před tím vyhnán z Pskova. V roce 1215 na hradě Trikāta zabili Tālivaldise Estonci v pomstě za jeho podporu křižáků. 
V roce 1216 do Tālavy opět vpadli Pskovští. Tālava se postupně dostala do naprosté závislosti na křižácích, kteří ji obsadili v roce 1224. Následně byla uzavřena smlouva mezi Rižským biskupstvím a Řádem mečových bratří o rozdělení Tālavy, kdy se část území dostala pod vládu Rižských biskupů a část pod vládu Řádu mečových bratří. 2/3 zabralo biskupství a 1/3 Řádem mečových bratří.